# RT DE
RT DE（前身为RT Deutsch）是一个在莫斯科和柏林設有辦公室的电视频道。它是俄罗斯国有媒体RT电视台的一部分，並且由俄罗斯政府资助。RT DE于2014年底推出。2022年2月，德国下令禁止RT DE在該國播出。